# أنخيل بيريز (لاعب كرة طائرة)
أنخيل بيريز (بالإنجليزية: Ángel Pérez) (و. 1982  م) هو لاعب كرة طائرة، من بورتوريكو، يلعب كممرر ‏.

## روابط خارجية
- أنخيل بيريز على موقع الاتحاد الأوروبي (الإنجليزية)
- أنخيل بيريز على موقع Ligue Nationale de Volley (الفرنسية)
- أنخيل بيريز على موقع دوري الدرجة الأولى الإيطالي للكرة الطائرة - رجال (الإيطالية)